# Коцюбинчицький курган

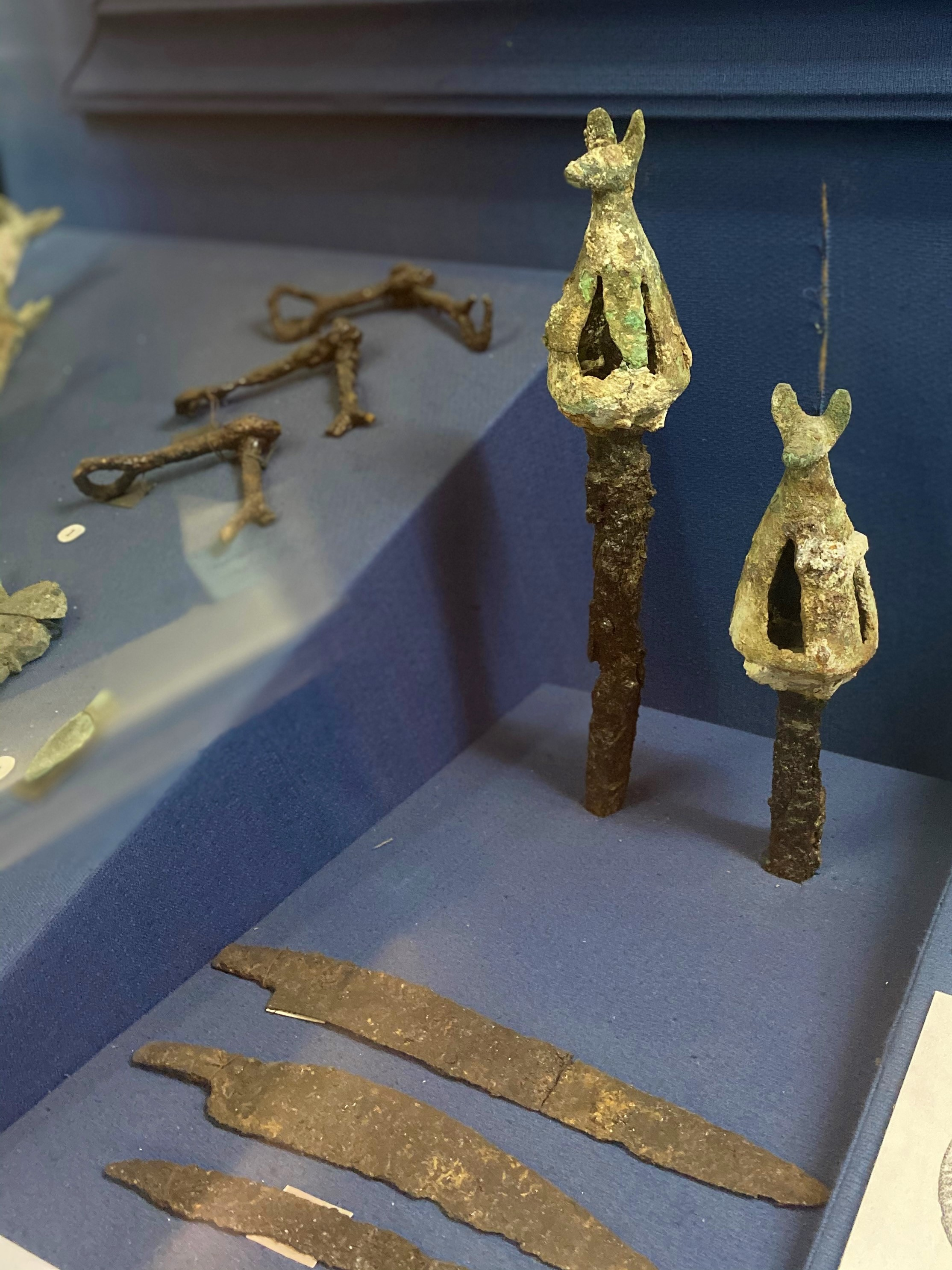
Знахідки виявлені в Кургані 2 у Коцюбинчиках: предмети декору колісниці (зооморфні навершя), залізні ножі та вудила. Археологічні дослідження під керівництвом М.Бандрівського. Експозиція Львівського музею історії релігії

Курган 2 в Коцюбинчиках,VII ст. до н.е., належить до західно-подільської групи пам'яток. Розташований поблизу с.Коцюбинчики Чортківського району Тернопільської області. Дослідження даної пам'ятки значно доповнили та змінили вже існуючі уявлення про поховальний обряд західно-подільської групи пам'яток.

## Історія дослідження

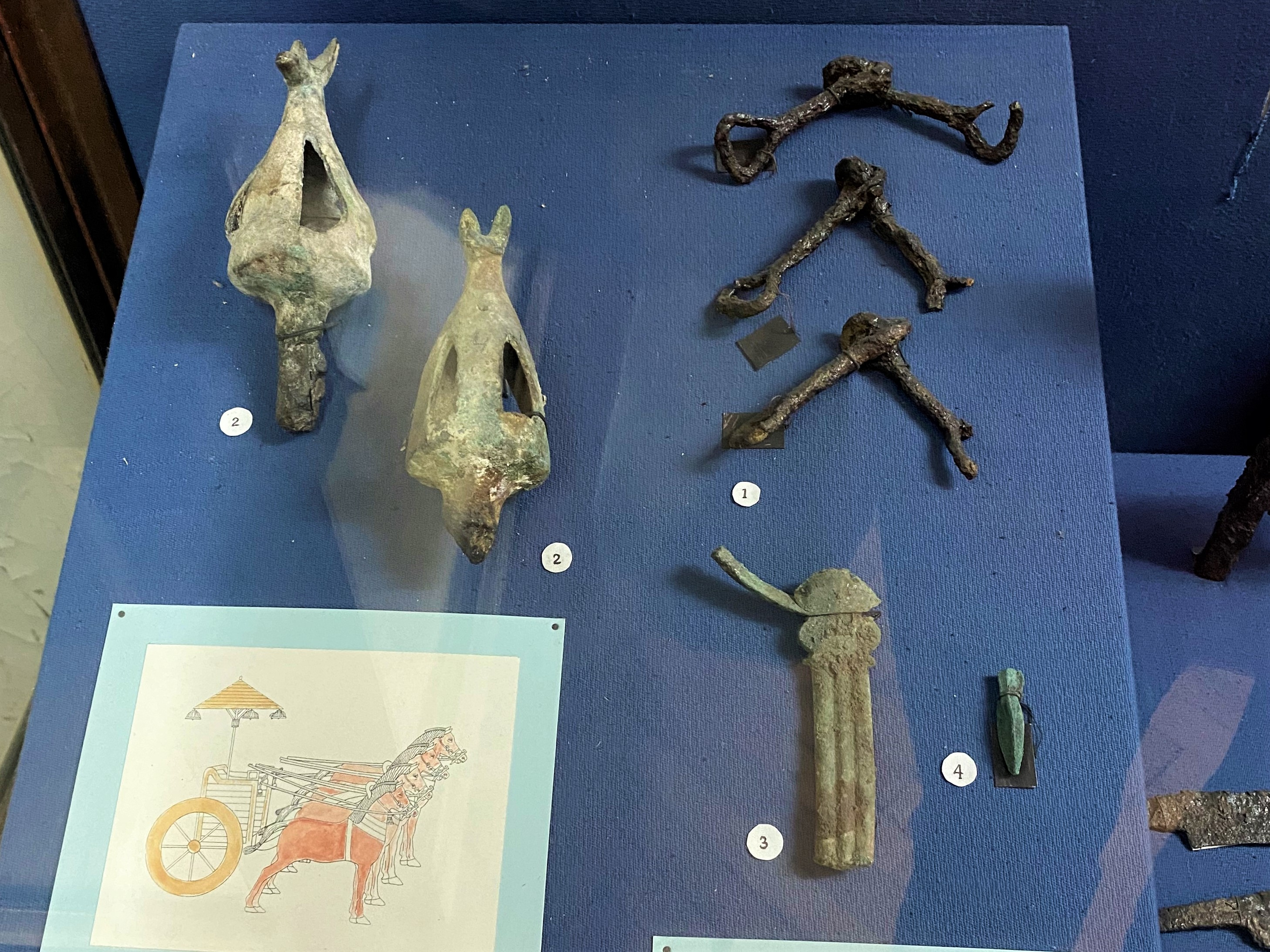
Знахідки виявлені у 2008 р. під час археологічних досліджень Кургану 2 в Коцюбинчиках (вудила, ручка від дзеркала, зооморфні навершя) під керівництвом М.Бандрівського. Експозиція музею Львівського музею історії релігії

Про пам'ятку було відомо з наукової літератури ще з ХІХ ст. у якій згадується курганний могильник біля сіл Чорнокінці і Коцюбинчики Чортківського району на Тернопільщині.  В 2008 р. експедицією відділу археології Інституту українознавства ім. І. Крип’якевича НАН України під керівництвом доктора історичних наук Миколи Бандрівського було проведено рятівні дослідження на кургані. Як зазначив М. Бандрівський: "...курган перебуваючи в оренді у місцевого підприємця, щороку інтенсивно розорювався, а сам підприємець з гордістю перераховував скільки машин каменю він вивозить з кургану “..щоб те каміння не заважало орати” . 

## Опис кургану та знахідок
Під курганним насипом був виявлений завал кам’яних плит, а під ним на рівні стародавньої поверхні дослідники розчистили кам’яну вимостку підквадратної форми. Дослідження експедиції встановили що вимостка була оточена ровом, а  по її краях було встановлено 12 дерев’яних стовпів. В досліджуваному заваленому об'єкті був зафіксований шурф, який може свідчити про повторне проникнення. М.Бандрівський припускає, що таке повторне вторгнення до вже заваленого об’єкту може символізувати акт помсти прийшлого населення, а також –  про “погашення” культу предків попереднього місцевого населення.
На кам'яній кладці були знайдені фрагменти посуду. Поблизу вищезгаданих стовпів була виявлена яма, а в ній скупчено лежали такі речі: залізні псалії з вудилами; бронзові дзвоники з залізними язичками (у вушках язичків є збережені до наших днів залишки шкіряних ремінців); чотири бронзових зооморфних навершя залізних стержнях; руків’я бронзового дзеркала; два довгих і один короткий залізні ножі. На зооморфних навершях прослідковуються реалістичні  мордочки, які на думку М.Бандрівського могли належати якійсь "копитній тварині (лані – ?)" або ж "хижаку з високими настовбурченими вухами і ледь наміченим ротом" .  
Археологічні дослідження цієї пам'ятки дали безцінні матеріали, які яскраво доповнили уявлення про життя та обряди тогочасного населення на території Тернопільської області.